# Corynoneura marina
Corynoneura marina är en tvåvingeart som beskrevs av Jean-Jacques Kieffer 1924. Corynoneura marina ingår i släktet Corynoneura och familjen fjädermyggor. Inga underarter finns listade i Catalogue of Life.